# کارینا موسکالنکو
کارینا آکوپوفنا موسکالنکو ( روسی: Кари́нна Ако́повна Москале́нко؛ زادهٔ ۹ فوریهٔ ۱۹۵۴) وکیل‌مدافع حقوق بشری ارمنی‌تبار اهل روسیه و عضو گروه هلسینکی مسکو

## زندگی‌نامه
در ۹ فوریه ۱۹۵۴ در باکو به دنیا آمد. وی در سال ۱۹۷۶ در رشته حقوق از دانشگاه دولتی سن پترزبورگ و در سال ۱۹۹۴ از دانشگاه بیرمنگام فارغ‌التحصیل شد.